# Jaap van der Leck
Jaap van der Leck (ur. 10 września 1911 w Oudshoorn  – zm. 18 listopada 2000 w Tilburgu) – holenderski trener piłkarski. W latach 1949–1954 był selekcjonerem reprezentacji Holandii.

## Kariera trenerska
W swojej karierze trenerskiej van der Leck prowadził takie kluby jak: DSO, RFC Rotterdam, UVV Utrecht, AVV De Volewijckers, DOS Utrecht, SC Enschede, Feyenoord, Heracles Almelo, Willem II Tilburg i AFC DWS. Wraz z AVV De Volewijckers wywalczył mistrzostwo Holandii (1944).
W latach 1949–1954 van der Leck pełnił funkcję selekcjonera reprezentacji Holandii. Poprowadził ją na igrzyskach olimpijskich w Helsinkach.